# Computer Communication Review
Computer Communication Review (CCR) – czasopismo naukowe z zakresu technologii komunikacji, transmisji danych. Publikuje zarówno techniczne artykuły recenzowane, jak również materiały publicystyczne. Zgodnie z początkowymi założeniami pełni funkcję biuletynu SIG, a także służy jako forum do publikacji sprawozdań z warsztatów i konferencji w ogólnym obszarze komunikacji komputerowej. Czasopismo publikowane jest przez ACM Special Interest Group on Data Communication (SIGCOMM).
Czasopismo figuruje na liście czasopism punktowanych publikowanej przez Ministra Nauki i Szkolnictwa Wyższego z 35 punktami.